# Matthias Herget
Matthias Herget (Annaberg-Buchholz, 14 de novembro de 1955) é um ex-futebolista alemão. Embora nascido na Alemanha Oriental, defendia a Alemanha Ocidental, pela qual disputou a Copa do Mundo FIFA de 1986 e a Eurocopa 1988.